# Linneus (Maine)
Linneus es un municipio situado en el condado de Aroostook, Maine, Estados Unidos. Tiene una población estimada, a mediados de 2023, de 958 habitantes.

## Geografía
La localidad está ubicada en las coordenadas 46°3′1″N 67°58′20″O / 46.05028, -67.97222. Según la Oficina del Censo, tiene una superficie total de 117.77 km², de los cuales 114.56 km² corresponden a tierra firme y 3.21 km² están cubiertos de agua.

## Demografía
Según el censo de 2020, en ese momento había 947 personas residiendo en la localidad. La densidad de población era de 8.3 hab./km². El 95.4% de los habitantes eran blancos, el 0.1% era afroamericano, el 2.0% eran amerindios, el 0.7% eran de otras razas y el 1.8% eran de una mezcla de razas. Del total de la población, el 1.06% eran hispanos o latinos de cualquier raza.